# 諾基亞222
諾基亞222是一款由微軟移動（微軟子公司）開發的諾基亞品牌多頻GSM直板型手機。 這款手機有黑色，白色可供選擇。

## 規格
諾基亞222帶有2.0像素攝像頭、揚聲器、多媒體播放、MMS訊息、Opera Mini瀏覽器和電子郵件客服端。也帶有Facebook和Twitter應用，還有微軟的特色服務，例如內置的Bing搜索和MSN天氣。Skype和GroupMe聊天是這款新手機的新功能。 電池通話時間長達20小時。 單SIM卡待機時間為29天。 其尺寸為116×50×12.9毫米，重量是79克。 它使用2G網絡基帶，並通過微型SIM卡激活。 電話允許存儲多達1000個聯繫人在其地址簿中。諾基亞222擁有的Micro-USB適配器，并可以SLAM分享免費遊戲。
2015年秋季，諾基亞222在中東、非洲、亞洲和 歐洲向消費者發售。

## 外部鏈接
Nokia 222 (Microsoft Mobile Oy)（页面存档备份，存于）